# 富克布吕讷
富克布吕讷（法語：Fouquebrune，法語發音：[fuk.bʁyn]）是法国夏朗德省的一个市镇，属于昂古莱姆区。

## 地理
富克布吕讷（45°31'41"N, 0°12'39"E）面积28.85 平方千米，位于法国新阿基坦大区夏朗德省，该省份为法国西部内陆省份，北起德塞夫勒省和维埃纳省，东临上维埃纳省，东南至多尔多涅省，南至多爾多涅省，西接滨海夏朗德省。
与富克布吕讷接壤的市镇（或旧市镇、城区）包括：沙迪里、博埃姆河畔穆捷、托尔萨克、武尔热扎克、布瓦内拉蒂德。

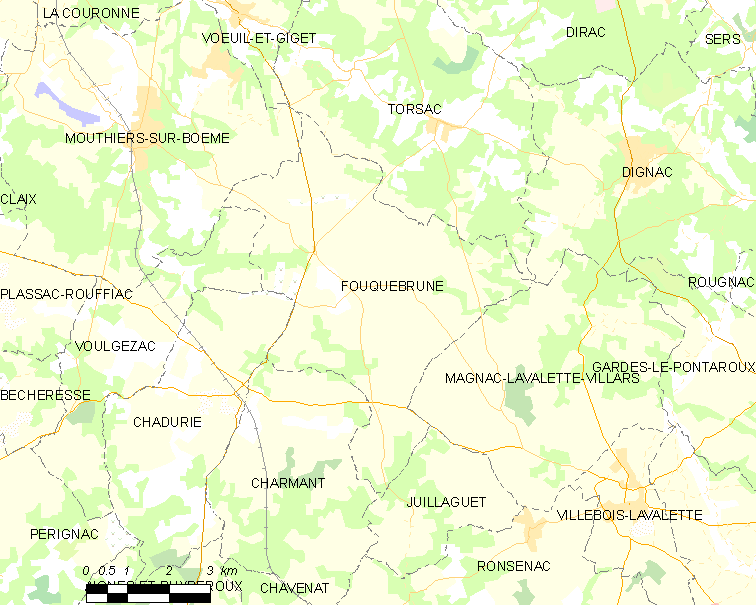
富克布吕讷的OSM定位图

富克布吕讷的时区为UTC+01:00、UTC+02:00（夏令时）。

## 行政
富克布吕讷的邮政编码为16410，INSEE市镇编码为16143。

## 政治
富克布吕讷所属的省级选区为蒂德-拉瓦莱特县。

## 人口

1962-2008年间富克布吕讷人口变化图示

富克布吕讷于2022年1月1日时的人口数量为717人。